# Daphnia ambigua
Daphnia ambigua is een watervlooiensoort uit de familie van de Daphniidae. De wetenschappelijke naam van de soort is voor het eerst geldig gepubliceerd in 1947 door Scourfield. De soort is relatief klein vergeleken met andere soorten uit het geslacht Daphnia. Daphnia ambigua wordt gekenmerkt door de korte staart (spine) en 'bollige' carapax.